# Paulo Rios de Oliveira
Paulo César Rios de Oliveira (19 de fevereiro de 1965) é um advogado, deputado e político português. Ele é deputado à Assembleia da República na XIV legislatura pelo Partido Social Democrata. Tem uma licenciatura em Direito.